# 금자광록대부
금자광록대부(金紫光祿大夫)는 고려 시대의 관직으로 1076년(문종 30)에 시행하여 1361년(공민왕 10)에 폐지된 정2품 상계 문관의 품계이다.  

## 정의
고려시대 정2품 상계 문관의 품계.

## 내용
금자흥록대부(金紫興祿大夫)의 후신으로 1076년(문종 30)에 문산계 29계 가운데 제3계로 정하여졌다.
1275년(충렬왕 1)에 그 명칭이 광정대부(匡靖大夫)로 바뀌었으며, 1308년(충선왕 복위년)에는 정2품으로 올랐으나 이듬해 종2품 상계로 되고, 1356년(공민왕 5)에 다시 금자광록대부로 명칭이 바뀌면서 종1품 상계가 되었다. 그리고 1361년에는 정2품 광정대부로 바뀌는 과정을 거치기도 하였다.

## 참고 문헌
『고려사(高麗史)』